# Bar, Muntenegru
Bar (în alfabetul chirilic sârb: Бар) este un oraș-port din sud-estul Muntenegrului, reședința comunei Bar. Situat pe coasta Mării Adriatice, zona este frecventată de numeroși turiști. Pe lângă orașul în sine, una dintre cele mai populare destinații adiacente orașului este Sutomore.
Accesul se face pe șosea sau pe singura cale ferată care leagă Serbia de Muntenegru (Belgrad Centar - Valjevo - Bijelo Polje - Podgorica - Sutomore - Bar), lungă de 476 km.

## Demografie
| An        | 1948 | 1953 | 1961 | 1971 | 1981 | 1991  | 2003  |
| --------- | ---- | ---- | ---- | ---- | ---- | ----- | ----- |
| Populație | 897  | 1113 | 2184 | 3612 | 6742 | 10971 | 13719 |